# Спортивная гимнастика на летних Олимпийских играх 1980 — бревно (женщины)
Бревно - одна из 6 дисциплин спортивной гимнастики среди женщин на летних Олимпийских играх 1980. Квалификация состоялась 21 и 23 июля. Финал состоялся 25 июля. Соревнования проходили во дворце спорта "Лужники".

## Медалисты
| Золото                | Серебро             | Бронза                   |
| Надя Команечи Румыния | Елена Давыдова СССР | Наталья Шапошникова СССР |

## Результаты

### Квалификация
62 гимнастки участвовали в квалификации, которая проходила 21 и 23 июля. Обладательницы первых 36 мест в квалификации вышли в финал, который прошёл 25 июля. От одной страны в финал проходят не более 2 гимнасток. Очки из квалификации учитываются в финале.

### Финал
| Место | Гимнастка                   | Оценка за трудность | Оценка за исполнение | Квалификация | Финал | Результат |
| ----- | --------------------------- | ------------------- | -------------------- | ------------ | ----- | --------- |
|       | Надя Команечи Румыния       | 10.000              | 9.900                | 9.950        | 9.850 | 19.800    |
|       | Елена Давыдова СССР         | 9.900               | 9.800                | 9.850        | 9.900 | 19.750    |
|       | Наталья Шапошникова СССР    | 9.950               | 9.800                | 9.875        | 9.850 | 19.725    |
| 4     | Макси Гнаук ГДР             | 9.900               | 9.800                | 9.850        | 9.850 | 19.700    |
| 5     | Радка Земанова Чехословакия | 9.800               | 9.800                | 9.800        | 9.850 | 19.650    |
| 6     | Эмилия Эберле Румыния       | 9.900               | 9.900                | 9.900        | 9.500 | 19.400    |